# Noli turbare circulos meos
"Non turbare i miei cerchi", secondo una diffusa leggenda queste sarebbero state le ultime parole di Archimede, il famoso scienziato siracusano.
Durante le fasi finali dell'assedio e conquista di Siracusa da parte dei Romani nella II guerra punica, Archimede sarebbe stato intento ad elaborare alcune teorie geometriche, disegnando le figure sulla sabbia, quando un soldato romano delle truppe assedianti gli si avvicinò curioso. Archimede, come sempre sovrappensiero, temette che potesse disturbare lo scenario apparecchiato per i suoi calcoli e bruscamente si rivolse al soldato intimandogli appunto di non disturbare i suoi disegni; questi, irritato, gli avrebbe mozzata la testa con un fendente della sua spada.
Nonostante la frase sia molto citata, non è chiaro chi l'abbia per primo attribuita ad Archimede. Gli autori classici e bizantini che riportano le ultime parole del grande scienziato (Valerio Massimo, Plutarco, Tzetzes e Zonara), usano tutti espressioni differenti da questa.